# Strobl
Strobl je priimek v Sloveniji in tujini. Po podatkih Statističnega urada Republike Slovenije je na dan 1. januarja 2011 v Slovenji ta priimek uporabljalo manj kot 5 oseb.  

## Znani slovenski nosilci priimka
- Ludvik Strobl (1916—1997), izvedenec za semenarstvo
- Majda Strobl (1920—1997), pravnica, univ. prof.
- Tjaša Strobl Kragelj, pravnica

## Znani tuji nosilci priimka
- Claudia Strobl (*1965), avstrijska alpska smučarka
- Georg Strobl (1910—1991), nemški hokejist
- Josef Strobl (*1974), avstrijski alpski smučar